# Comesoma solum
Comesoma solum is een rondwormensoort uit de familie van de Comesomatidae.